# Friend (Nebraska)
Friend je grad u američkoj saveznoj državi Nebraska. Prema popisu stanovništva iz 2010. u njemu je živjelo 1,027 stanovnika.